# DRG E 75 sorozat
A DB 175 sorozat (korábban DRG E 75 sorozat) egy német villamosmozdony-sorozat volt. 1927-ben kezdték gyártani és 1972-ben selejtezték.
A Deutsche Reichsbahn a személy- és tehervonati forgalomhoz rendelte meg az E75 sorozatot. Ennek elektromos berendezése megegyezik az DRG E 77 sorozatéval, azonban 1'BB1' tengelyelrendezéssel tervezték, amitől jobb futási tulajdonságokat vártak, azonban csak kicsivel lett jobb, mint az E77 esetében. Maximális sebességük 70 km/h lett.

## Története
Eredetileg 79 mozdonyt rendeltek, de a gazdasági válság miatt csak 31 mozdony épült meg.  Az E75 01  - E75 012 Dél-Németországba, az E75 51 - E75 069 Közép-Németországba került, majd 1943-ban az E77-esek cseréjével valamennyi mozdony a bajor vonalrészekre került.
A második világháború után 22 mozdony maradt a Deutsche Bundesbahn-nál, kettő a DR-nél (az NDK vasútjánál), a többi mozdonyt a világháborús sérülések miatt nem javították ki. A DR már 1964-ben selejtezte a 2 mozdonyát.
1960-1961-ben a Deutsche Bundesbahn modernizálta az E75 09, E75 55 és E75 69 mozdonyokat, 1968-ban átszámozták DB 175 sorozatnak a megmaradt 19 mozdonyt, de 7 mozdonyt már 1968-1969-ben leállítottak, majd 1972-ben a többi mozdonyt is.
Az E75 09 mozdony eredeti első szürke festésében a nürnbergi közlekedési múzeumba került. A 2005. október 17-i tűzben nagyrészt kiégett, de a Siemens támogatásával hamarosan újjá fog születni.